# Посеред міста
Посеред міста — грузинський ситком про групу друзів, які живуть у тбіліському районі Ваке. Виробництвом шоу займається "The Night Show Studio". Спочатку він транслювався з 2007 по 2013 рік. Прем'єра шоу відбулася 23 вересня 2007 року, а перший сезон завершився 13 липня 2007 року. Зйомки відбуваються в Тбілісі, Грузія. Сюжет розповідає про життя однієї конкретної родини з друзями в Тбілісі, кожна з яких веде смішний, дивний спосіб життя з багатьма сюрпризами, з незвичайними друзями та сусідськими пліткарками, вони ведуть звичайне життя. Ситком також має продовження під назвою «10 років потому».